# Арей (Красноярский край)
Арей — посёлок в Емельяновском районе Красноярского края России. Входит в Шуваевский сельсовет.

## География
Находится в центральной части края, в пределах подтаёжно-лесостепного района лесостепной зоны, по берегу реки Поперчный Арей.

## Климат
Климат характеризуется как резко континентальный, с продолжительной морозной зимой и коротким тёплым летом. Средняя температура воздуха самого тёплого месяца (июля) составляет 19 °C (абсолютный максимум — 38 °C); самого холодного (января) — −16 °C (абсолютный минимум — −53 °C). Продолжительность безморозного периода составляет в среднем 95 — 115 дней. Среднегодовое количество атмосферных осадков составляет 430—680 мм, из которых большая часть выпадает в летний период.

## История
В 1966 г. Указом Президиума ВС РСФСР посёлок Транссовхоза переименован в Арей.

## Население
| 2010 |
| ---- |
| 312  |

## Инфраструктура
Было развито коллективное сельское хозяйство; действовал совхоз.